# Cerdanyola (Mataró)
Cerdanyola és un dels barris més grans i populars de la ciutat de Mataró, al Maresme.
Després de l'eixample és el barri més poblat de la ciutat, amb la mitjana d'edat més jove, i una població nascuda en l'estranger del 22,70% amb població arribada des de la dècada de 2000, i bosses de pobresa i marginalitat molt més elevades que la mitjana municipal.

## Història
El nom de Cerdanyola té gairebé mil anys. El primer document on apareix data de 1025, i està en llatí, Cerdaniola. Es tracta d'una delimitació dels dominis del castell de Burriac i el turó de Cerdanyola és un dels punts que delimiten.
L'any 1920, la zona on ara està el barri de Cerdanyola, era terra de conreu cultivat per propietaris o masovers des de les diferents masies que hi havia per la zona o per pagesos que vivien a la ciutat de Mataró, i a mitjans de la dècada de 1940 apareixen cases disperses, l'any 1950 hi vivien més de 1.000 persones sense enllumenat públic, empedrar els carrers, clavegueram, escoles i equipaments públics. En 1952 l'alcalde Emili Albo Franquesa nomena Daniel Mataró alcalde de Cerdanyola per fer d'enllaç entres els habitants i l'administració local. El barri va continuar creixent amb l'arribada d'immigrants de l'Estat espanyol i en 1965 ja superava els 15.000 habitants. L'enllumenat públic va arribar en 1960 i en 1965 la primera línia d'autobusos que unia els barris a la ciutat.
Cerdanyola va ser un dels beneficiaris de la Llei de Barris de la Generalitat de Catalunya en 2004 per incidir en entorns amb problemes socioeconòmics i estructurals, amb una inversió de 7,5 milions d'euros en elements urbanístics.

## Economia
Els motors econòmics del barri són el comerç, la construcció i la indústria tèxtil.